# (3767) DiMaggio
(3767) DiMaggio est un astéroïde de la ceinture principale.

## Description
(3767) DiMaggio est un astéroïde de la ceinture principale. Il fut découvert par Eleanor Francis Helin le 3 juin 1986 à l'observatoire Palomar. Il présente une orbite caractérisée par un demi-grand axe de 2,6 UA, une excentricité de 0,137 et une inclinaison de 13,7° par rapport à l'écliptique.
Il fut nommé en l'honneur du légendaire joueur de baseball américain Joe DiMaggio (1914-1999), surnommé Yankee Clipper (en),

## Compléments